# Rattus richardsoni
Espèce
Statut de conservation UICN

 VU B1ab(iii) : Vulnérable
Synonymes
- Stenomys richardsoni (Tate, 1949)

Rattus richardsoni est une espèce de rongeurs  de la famille des Muridés, endémique de la partie indonésienne de la Nouvelle-Guinée.